# Rafael Osuna
Rafael Osuna, fullständigt namn Rafael Herrera Osuna, född 15 september 1938 i Mexico City, död 4 juni 1969 i en flygolycka nära Monterrey i Mexiko, var en mexikansk högerhänt tennisspelare. Rafael Osuna anses av flera kommentatorer vara den främste manlige mexikanske tennisspelaren någonsin.

## Tenniskarriären
Under en tioårsperiod (1959-69) rankades Osuna som etta i sitt hemland. Han var dessutom ITFs världsetta bland amatörspelare efter säsongen 1963. Under karriären vann han 4 Grand Slam (GS) -titlar varav en i singel och tre i dubbel.
Sin första GS-titel vann Osuna 1960 i herrdubbel i Wimbledonmästerskapen. Han spelade tillsammans med amerikanen Dennis Ralston. I finalmatchen besegrade paret M. Davies/R. Wilson (7-5, 6-3, 10-8). Osuna upprepade sin seger 1963, nu tillsammans med landsmannen Antonio Palafox. I finalen besegrades J.C. Barclay/Pierre Darmon (4-6, 6-2, 6-2, 6-2). Med Palafox vann han också 1962 dubbeltiteln i Amerikanska mästerskapen efter finalseger över Chuck McKinley/Dennis Ralston (6-4, 10-12, 1-6, 9-7, 6-3).
I september 1963 vann Osuna singeltiteln i Amerikanska mästerskapen. I finalen mötte han amerikanen Frank Froehling III som han besegrade med 7-5, 6-4, 6-2.
Rafael Osuna spelade i Mexikos Davis Cup-lag 1958 -69. Totalt spelade han 65 matcher av vilka han vann 42. I interzonfinalen i oktober 1962 möttes Sverige och Mexiko i en match som spelades i Mexiko på grus. I sin första singelmatch besegrade Osuna Sveriges Ulf Schmidt, varefter Jan-Erik Lundqvist besegrade Antonio Palafox. Mexikanerna vann därefter dubbeln och ledde inför den avslutande dagen med 2-1 i matcher. Ulf Schmidt lyckades utjämna till 2-2 efter att över fyra set ha besegrat Palafox. Den femte och avgörande singeln blev en jämn och mycket spännande match mellan Osuna och Lundqvist, som Osuna slutligen vann över fem set (3-6, 6-4, 6-3, 1-6, 6-3).
I slutet av maj 1969 deltog Osuna i DC-finalspelet i den amerikanska zonen som spelades mot Australien i Mexiko på grus. Tävlingen kom att bli hans allra sista (se nedan under "spelaren och personen"). Osuna vann sina 2 singelmatcher (mot Ray Ruffels och Bill Bowrey) och dessutom dubbelmatchen. Mexiko vann mötet med 3-2 i matcher.

## Spelaren och personen
Rafael Osuna var bekant för sin eleganta spelstil och snabbhet på banan. Han omkom  1969 i en flygolycka utanför Monterrey i Mexiko. Olyckan inträffade endast 14 dagar efter det mexikanska lagets finalseger i den amerikanska zonen, en tävling där Osuna bidrog till slutsegern med sina 3 matchvinster, en tävling som kom att bli hans allra sista.
Rafael Osuna upptogs 1979 i the International Tennis Hall of Fame.

## Grand Slam-titlar
- Wimbledonmästerskapen
  - Dubbel - 1960, 1963
- Amerikanska mästerskapen
  - Singel - 1963
  - Dubbel - 1962